# تمزق الكفة المدورة
تمزق الكفة المدورة هو تمزق في واحد أو أكثر من الأوتار الخاصة بالعضلات الأربع المكونة للكفة المدورة والتي توجد في الكتف. حيث إن إصابة الكفة المدورة يمكن ان تشمل أي نوع من أنواع التهيج، أو زيادة الاستخدام لهذه العضلات والأوتار، وهي من أكثر الحالات التي تؤثر على مفصل الكتف.
إن أوتار الكفة المدورة وليست عضلاتها هي الأكثر عرضةً للتمزق، ومن العضلات الأربعة فإن وتر عضلة فوق الشوكة هو الأكثر عرضةً للتمزق، خصوصاً عند نقطة مروره أسفل الأخرم; حيث يحصل التمزق عادةً عند منطقة التقاء وتر العضلة برأس عظم العضد، عند نقطة الحديبة العضدية الكبرى.
الكفّة مسؤولة عن تثبيت المفصل الحقاني العضدي والقيام بحركات إبعاد العضد ودورانه للداخل والخارج، لذلك فإنه عند حصول رض للكتف ربما ستضعف هذه الوظائف وتتأثر.
كذلك بسبب اعتماد الفرد بشكل كبير على مفصل الكتف في الكثير من الانشطة، فإن هذا الاستعمال الزائد للعضلات قد يؤدي إلى تمزقات، معظمها سيكون في وتر عضلة فوق الشوكة.

## العلامات والأعراض
الكثير من حالات التمزق في الكفّة المدورة تكون بلا إعراض. ومن المعروف أن ازدياد تكرار حدوثها مرتبط بتقدم السن، حيث ان أكثر الأسباب شيوعاً هو التآكل المرتبط بالعمر، وتليه الإصابات الناتجة عن الرياضة أو الرضوض.
سواءٌ أكان التمزق كلياً أم جزئياً فكلاهما وجد في نتائج تحليل الجثث وصور الرنين المغناطيسي لأشخاص لم يكن لديهم أي تاريخ مرضي لآلام الكتف أو أية أعراض أخرى. مع ذلك فإن أكثر الأعراض شيوعاً هو ألم الكتف أو عدم الارتياح.
هذا التمزق قد يحدث مع الانشطة خصوصاً تلك التي تتطلب أن يكون الكتف فوق المستوى الافقي، ولكن يمكن ان يحدث التمزق اثناء الراحة في السرير كذلك. كما ان المصاب سيعاني من ألم ناتج عن الحركة فوق المستوى الأفقي بالإضافة إلى الضعف في ثني الكتف وإبعاده.

## عوامل الخطر

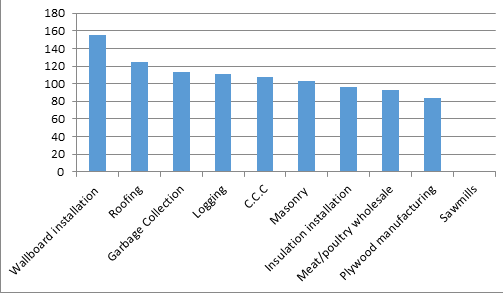
عوامل الخطر لتمزق الكفة المدورة.

بعض عوامل الخطر المؤدية إلى تمزق الكفّة المدورة لا يمكن تغييرها مثل: العمر، مؤشر كتلة الجسم، والطول.
إن تكرار حمل الأثقال والحركات ما فوق مستوى الرأس تعتبر عوامل خطر لتمزقات الكفّة المدورة؛ حيث أن الاشخاص الذين يتضمن عملهم حركات فوق مستوى الرأس كالنجارين والرسامين معرضون لخطر الإصابة بهذا التمزق. كما أن الذين يمارسون رياضات تتطلب حركات فوق مستوى الرأس كالسباحة، كرة القاعدة، كرة المضرب وكرة القدم الأمريكية، معرضون بشكل كبير للإصابة.

## آلية الإصابة
السببان الرئيسيان للتمزق هما إما الرض [إصابة حادة] أو التآكل [إصابة مزمنة/ تراكمية] ومن الممكن أن تنتج عن عوامل خارجية [الإنجليزية] أو داخلية، أو ربما، كما هو الأغلب، اتحاد كلا النوعين.

### التمزق الحاد
إن كمية الضغط اللازمة لتسبب التمزق في أربطة الكفة المدورة بشكل حاد تعتمد على حالة الاربطة قبيل التعرض للضغط أو المؤثر؛ ففي حالة الأوتار السليمة فإن الضغط يجب ان يكون عالياً، كالسقوط على الذراع وهو ممتد تماماً، كذلك فإن هذا الضغط يؤدي إلى إصابات أخرى مثل خلع الكتف أو انفصال المفصل الأخرمي الترقوي. أما في حال وجود تآكل سابق في الأوتار فإن القوة اللازمة تكون أبسط من المتوقع؛ كرفع ثقل فوق مستوى الرأس بشكل مفاجئ.

### التمزق المزمن
وجود التمزق المزمن يعد دليلاً على الاستخدام المطول للمفصل بالإضافة إلى وجود ضعف في الميكانيكا البيولوجية أو عدم التوازن العضلي في الكفّة.
بالنهاية فإن هذه التمزقات ناتجة عن الاهتراء الذي يحدث كجزء طبيعي من الشيخوخة، وغالباً ما تحصل التمزقات في الذراع السائدة، لكن حدوث التمزق في كتف واحد يعد مؤشراً لخطورة حدوث التمزق في الكتف المقابل.
هنالك العديد من العوامل الني تساهم في عملية التآكل، التمزق المزمن، لأربطة الكفّة المدورة وأهمها الضغط المتكرر، والذي يشمل التمرينات المتكررة باستخدام نفس الكتف باستمرار مثل الرماية من فوق مستوى الرأس، التجديف وحمل الأثقال، كذلك العديد من الأعمال التي تتطلب تكرار تحريك الكتف، كالتحميل والحركة فوق مستوى الكتف، تساهم في الإصابة أيضاً.
عامل آخر مهم في الأشخاص الأكبر سناً هو ضعف التروية الدموية، حيث أنه مع التقدم في السن يقل دوران الدم نحو الكفّة المدورة، مما يضعف القدرة الطبيعية على الإصلاح، مؤدياً بالنهاية إلى التمزق أو على الأقل يساهم في حدوثه.
العامل الشائع الأخير هو متلازمة الانحشار، أكثر الأسباب غير المتعلقة بالاصابات الرياضية شيوعاً، والتي تحدث عندما تتهيج أربطة عضلات الكفّة المدورة وتلتهب عند عبورها من خلال الفراغ التحت أخرمي –ما تحت الأخرم-.
هذا الفراغ الصغير نسبياً يصبح أصغر عند رفع الذراع باتجاه الامام أو الأعلى. الانحشار المتكرر يمكن ان يؤدي إلى التهاب الأوتار والأجربة، مؤدياً إلى هذه المتلازمة.

## العوامل الخارجية
العوامل التشريحية المعروفة واهمها الخصائص التشكلية للأخرم: الاخرم المعقوف، المنحني، والمائل جانبياً مرتبطة بشكل كبير بتمزق الكفّة ويمكن أن يسبب دماراً في الأوتار.
وبالعكس فإن الأخرم المسطح ربما ليس له دور هام في امراض الكفة ومن الأفضل ربما ان يعالج تحفظياً.
إن تطور هذه الأشكال المختلفة للأخرم ناتج عن أسباب جينية وأسباب مكتسبة أيضاً، ففي حالة التطورات المكتسبة فإن العامل الوحيد المساهم في تغير الشكل من المسطح إلى المعقوف هو العمر، حيث أن طبيعة الانشطة الحركية كالرياضات التي تستخدم فيها الكتف بشكل متكرر ومكثف ربما تكون مسؤولة عن هذا التطور السلبي ومنها البولينج، السباحة، كرة المضرب، كرة القاعدة والتجديف.
مع ذلك فإن التحول إلى اخرم معقوف ربما يكون ببساطة ناتجاً عن تكيف بسبب دمار مسبق أو قلة توازن في الكفّة المدورة والتي تسبب ضغطاً على القوس الغرابي الأخرمي.
عامل تشريحي آخر ربما يكون له دور مهم هو العظم الأخرمي والمهماز الأخرمي.
العوامل البيئية كذلك وتتضمن التقدم في السن، الاستخدام الزائد للكتف، التدخين وأي حالة طبية تضعف الاستجابة الاتهابية والالتئام كمرض السكري.

## العوامل الداخلية
العوامل الداخلية تعود إلى آلية الإصابة التي تحدث في الكفة المدورة ذات نفسها، وأهمها نموذج التآكل- الرضح المجهري، والذي يفترض أنّ تلف الأوتار المرتبط بالعمر بالإضافة إلى الرضوض المجهرية يؤديان إلى تمزق جزئي في الأوتار والذي يتطور لاحقاً ليصبح تمزقاً كاملاً.
كنتيجة للإصابات المتكررة في ظل وجود الأوتار المتآكلة فإن عوامل الالتهاب تؤثر على البيئة المحيطة بالاوتار، وكذلك الإجهاد الأكسدي الذي يحفز خلايا الأوتار على الاستماته، مؤدياً إلى المزيد من التآكل.
النظرية العصبية كذلك موجودة، وتفترض بان التنبيه العصبي المفرط يؤدي إلى توظيف الخلايا الالتهابية، مؤدياً إلى المزيد من التآكل.

## الفسيولوجيا المرضية
معلومات إضافية: الكتف

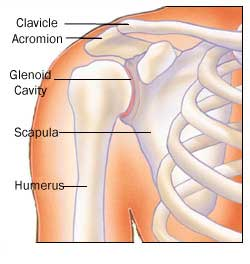
مفصل الكتف مكون من ثلاثة عظام: العظم الكتفي، الترقوة، والعضد

الكتف عبارة عن آلية معقدة من العظام، الأربطة، المفاصل، العضلات، والأوتار.

## التصنيفات

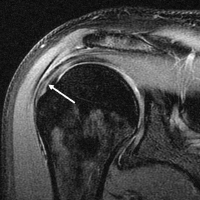

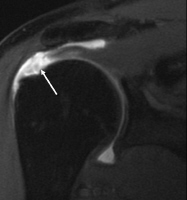
صورة رنين مغناطيسي للتمزق الكامل.

تمزقات أوتار الكفة المدورة توصف بكونها إما جزئية، كلية أو كلية مع الانفصال الكامل للوتر عن العظم.
- التمزقات الجزئية عادةً ما تظهر كاهتراء في وتر سليم.
- التمزقات الكلية تكون «بكل معنى الكلمة». هذه التمزقات ممكن ان تكون صغيرة كرأس الدبوس، كبيرة بحجم قطبة العروة، أو أن تشمل معظم الوتر بحيث لايزال مرتبطاً بشكل قوي برأس عظم العضد بالتالي محافظاً على وظيفته.
- التمزقات الكلية ربما تقتضي أيضاً الانفصال التام للوتر [الأوتار] عن رأس العضد بالتالي تسبب إعاقةً لحركة الكتف ووظيفته بشكل ملحوظ.

ألم الكتف متفاوت، وأحيانا يكون غير متناسبٍ مع حجم التمزق.

### الاعتبارات الجراحية
أكد فحص نير على مفهوم المراحل الثلاث لأمراض الكفة المدورة، المرحلة الأولى، حسب نير، تحدث في من هم أقل عمراً من 25 سنة وتشمل الاستسقاء والنزيف في الوتر والجراب. المرحلة الثانية، وتشمل التهاب الوتر وتليف الكفة المدورة في الفئة العمرية 25-40 سنة. المرحلة الثالثة وتشمل التمزق في الكفة المدورة [الكلي أو الجزئي] وتحدث في من هم أكبر من 40 سنة.
لأسباب جراحية، فإن تمزقات الكفة المدورة توصف حسب موقعها، وحجمها، ومساحتها، وعمقها أيضاً، والتفرعات الإضافية التي تتضمن المسافة الأخرمية العضدية، وشكل الاخرم، والارتشاح الدهني أو تآكل العضلات، وضمور العضلات، وانكماش الوتر، وانتشار الأوعية الدموية، والحؤول الغضروفي والتكلس.
بالإضافة لهذا، فإنه عند التخطيط لأي جراحة، يؤخذ بعين الاعتبار كل من التآكل المرتبط بالعمر والإرباك في ألياف الكولاجين، التآكل المخاطي والتآكل الزجاجي أيضاً.
لتبسيط الأمور فإن التمزقات تصنف أحياناً بحسب نوع المرض المسبب للإصابة:
1. تمزق حاد: كنتيجة للحركة القوية المفاجئة والتي تتضمن السقوط على الذراع وهي ممتدة وبشكل سريع، الدفع المفاجئ للمجداف اثناء التجديف أو بعد رمية قوية.
2. التمزقات تحت الحادة: في حالات مشابهة لما سبق إلا أنها تحدث في واحدة من الطبقات التشريحية الخمس للكتف.
3. التمزق المزمن: يتطور مع الوقت، وعادةً يحدث في الوتر أو بالقرب منه (كنتيجة احتكاك الوتر بالعظم المغطي له). غالبباً تحصل في متلازمة الانحشار.

## التشخيص

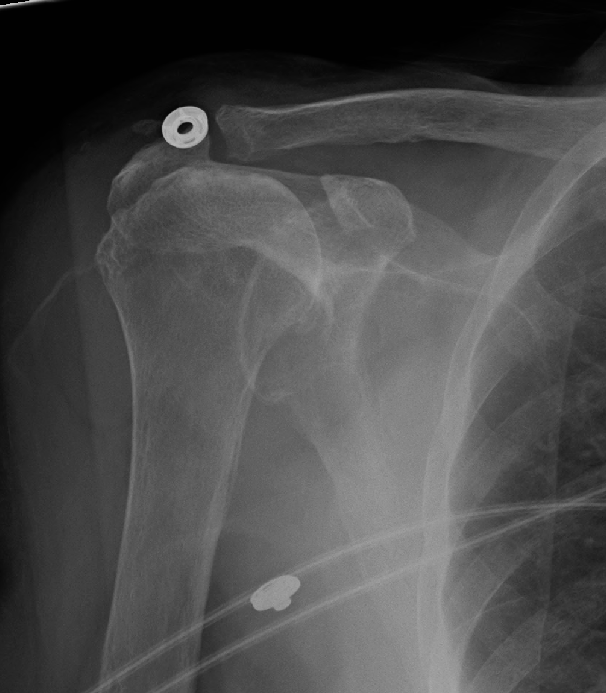
تمزق كلي للعضلة الفوق شوكية أدى إلى تحريك رأس عظم العضد للأعلى.

يعتمد التشخيص على الفحص الجسمي والتأريخ المرضي، متضمناً وصف الأنشطة السابقة والأعراض الحادة والمزمنة، الفحص الجسمي المنهجي للكتف يتكون من المعاينة، الجسّ، فحص مدى الحركة، الفحوصات المحرضة للأعراض، الفحص العصبي واختبار القوة. يجب كذلك اختبار الألم والتشوه في الكتف.
بما ان الألم الناشئ في الرقبة عادةً ما يكون رجيعاً للكتف، فإن الاختبار يجب أن يشمل تقييم الفقرات الرقبية للبحث عن أي دليل موحٍ بوجود عصب مضغوط، انفصال عظمي أو التهاب المفاصل الروماتويدي.
الطرق التشخيصية، اعتماداً على الظروف، تتضمن صور الأشعة السينية، صور الرنين المغناطيسي للمفصل، صورة المفصل ثنائية التباين، والأمواج فوق الصوتية. على الرغم من أن الرنين المغناطيسي للمفصل يعد حالياً معياراً ذهبياً في التشخيص إلا أن التصوير بالأمواج فوق الصوتية يعد الأكفأ مادياً. عادةً لا يظهر التمزق باستخدام الأشعة السينية، على الرغم من أن النتوءات العظمية التي يمكن أن تلامس اوتار الكفة المدورة، يمكن أن تظهر في هذه الصور. هذه النتوءات تفترض وجود مرض مزمن في الكفة المدورة.
الصورة ثنائية التباين تقتضي حقن الصبغة المباينة في مفصل الكتف لاكتشاف أي ارتشاح خارج الكفة المصابة وتتاثر فائدتها بخبرة المشغِّل.
طريقة التشخيص الأكثر شيوعاً هي التصوير بالرنين المغناطيسي والذي يحدد أحياناً حجم التمزق وموقعه داخل الوتر كذلك، إضافةً إلى ذلك فإن الرنين المغناطيسي يساعد على تشخيص أو استبعاد وجود تمزق كلي في الكفة المدورة بدقة معقولة، وهو مناسب أيضًَا لتشخيص اعتلالات أخرى في الكتف.
إن الاستخدام المنطقي للاختبارات التشخيصية يشكل جزءاً مهماً من الممارسة السريرية الفعالة، الأشعة السينية لا تستطيع الكشف عن تمزقات الكفة المدورة بشكل مباشر كونها نسيج رخو وبالتالي الحصول على صورة اشعة سينية طبيعية لا يستثني وجود دمار في الكفة.
كذلك فإنه ربما نحصل على دليل غير مباشر على وجود المرض في حال كان واحد أو أكثر من الأوتار قد خضع لتآكل تكلسي (التهاب الاوتار الكلسي). التمزقات الكبيرة ربما تسمح بحركة عظم العضد للاعلى والتي ربما تظهر عن طريق صورة الأشعة السينية.
الاتصال المطول بين رأس العضد والخرم والتهاب المفصل التآكلي الثانوي الناتج للمفصل الحقاني العضدي (مفصل الكرة والحجر في الكتف) يعرف باعتلال الكفة المفصلي، والذي يحدث لاحقا لهذا الاحتكاك.
اكتشاف النتوءات العظمية بشكل عَرضي في صورة الأشعة السينية بجوار المفصل الخرمي العضدي ربما يمثل نتوءاً عظمياً ناشئاً في الحافة الخارجية لعظم الترقوة متجهاً للاسفل نحو الكفة، وهذه النتوءات ربما نراها أيضاً أسفل الأخرم مسببةً اهتراءً مباشراً في الكفة نتيجة الاحتكاك، المفهوم الجدلي حالياً.
التشخيص السريري، بدلاً من الاعتماد على صورة الرنين المغناطيسي أو غيرها من الوسائل التشخيصية، ينصح به وبشدة لتحديد سبب الألم أو التخطيط للعلاج، إذ ان تمزقات الكفة المدورة توجد في بعض الأشخاص دون وجود ألم أو اعراض، لذا فإن دور الأشعة السينية، الرنين المغناطيسي والأمواج فوق الصوتية يعد مساعداً للتشخيص السريري، ويعمل لتأكيد التشخيص المبني مسبقاً على التأريخ المرضي والفحص الجسدي.
الاعتماد المفرط على التصوير من المحتمل ان يؤدي إلى العلاج المفرط أو التشتيت عن المشكلة الأساسية.

### الأعراض
ربما تحصل الأعراض مباشرة بعد المرض (إصابة حادة) أو تنشأ مع الوقت (إصابة مزمنة)،
الإصابة الحادة أقل شيوعاً من المزمنة، ولكن ربما تتبع نوبات من رفع الذراع بقوة في ظل وجود مقاومة كما يحدث في حمل الأثقال مثلاً، كذلك السقوط بقوة على الكتف يمكن ان يحدث أعراض حادة، هذه التمزقات الرضيّة في الغالب تؤثر على وتر عضلة فوق الشوكة أو على الفراغ الموجود بين اوتار الكفّة، وتتضمن الأعراض: الألم الشديد الذي ينتشر عبر الذراع، وكذلك انحصار مدى الحركة خصوصاً الإبعاد. التمزقات المزمنة تحدث في الأشخاص الذين يشاركون باستمرار في الأنشطة التي تتطلب حركات ما فوق مستوى الرأس كالرمي والسباحة، وكذلك في حالات التهاب أوتار الكتف أو أمراض الكفة المدورة، الأعراض الناشئة عن هذه التمزقات تتضمن التفاقم المتقطع للألم، ضعف مفصل الكتف وضمور العضلات، ألم ملحوظ خلال فترات الراحة، الشعور بالطقطقة (الفرقعة) عند تحريك الكتف، وعدم القدرة على تحريك الكتف أو رفع الذراع بشكل كافي خصوصاً أثناء حركات الإبعاد والثني.
الألم في الاتجاه الأمامي الجانبي في الكتف غير خاص بالكتف فقط، ربما يكون صادراً أو رجيعاً من الرقبة، القلب، أو الامعاء.
التأريخ المرضي عادةً يحتوي وجود ألم في الجهة الأمامية أو الخارجية للكتف، بحيث يتفاقم الالم في حالة الاتكاء على الكوع ودفع الكتف للاعلى (كالاتكاء على ذراع كرسي الاستلقاء)، كذلك يعاني المصاب من عدم القدرة على ممارسة الأنشطة فوق مستوى الرأس، الالم في الليل عند الاستلقاء مباشرة على الكتف المصاب، الألم عند مد الذراع للأمام (كعدم القدرة على تناول إناء الحليب من البراد).
ربما يشتكي المريض من الضعف ولكنه عادةً ما يطغى عليه الألم ويكتشف عن طريق الفحص الجسدي فقط، كذلك، مع وجود الألم لفترة طويلة فإن مفصل الكتف سيفقد القدرة على الحركة تدريجياً وستضعف كذلك، وهذا لايمكن ملاحظته بسبب الألم ومنعكس الدفاع العضلي ويتم الانتباه له عن طريق الفحص الجسدي.

### العلامات
لقد أشير إلى عدم وجود فحص جسدي واحد يستطيع بدقة التمييز بين الالتهاب الجرابي، التمزقات الجزئية، والتمزقات الكلية. بالمقابل فإن مجموعة من الفحوصات تستطيع إعطاء تشخيص دقيق; في حالة الانحشار تتضمن هذه الفحوصات "awkins-Kennedy impingement sign" والتي يقوم الفاحص فيها بإدارة الذراع الممتدة نحو الداخل، وبهذا يدفع الوتر ففوق الشوكي ضد الرباط الغرابي الأخرمي، مؤدياً إلى ظهور الألم إن كان الفحص إيجابياً، "a positive painful arc sign".
لتشخيص التمزق الكلي، فإن أفضل فحص هو الذي يضم أكثر من "arc sign"إيجابية مع وجود ضعف في تدوير اليد نحو الخارج، وبالإضافة لذلك وجود علامة سقوط الذراع [الإنجليزية]، هذا الفحص يعرف بفحص كودمان، بحيث يقوم الفاحص برفع ذراع المريض بمقدار 90ْ ويتركها في وضع متعادل، بحيث يكوت باطن اليد متجهاً نحو الاسفل، إذا سقطت الذراع فجأة أو شعر المريض بالأم كان الفحص إيجابياً.

### التصوير بالرنين المغناطيسي
التصوير بالرنين المغناطيسي والتصوير باستخدام الامواج فوق الصوتية متماثلان في الفعالية ومفيدان في التشخيص، على الرغم من وجود ننائج إيجابية خاطئة في كليهما بنسبة [15-20%]. الرنين المغناطيسي يستطيع بكفاءة اكتشاف اغلب التمزقات الكلية، على الرغم من احتمالية تفويت الصغيرة منها (التي تكون بحجم رأس الدبوس)، في هذه الحالات يستخدم الرنين المغناطيسي مع حقن مادة التباين، الرنين المغناطيسي للمفصل ربما يساعد لتأكيد التشخيص.
يجب أن يؤخذ بعين الاعتبار أن الحصول على صورة رنين مغناطيسي طبيعية لا يستثني تماماً التمزقات الصغيرة (نتائج سلبية خاطئة)، بينما لا يستطيع اكتشاف وجود تمزق جزئي كذلك.
لكنها تعد حساسة في اكتشاف تآكل الأوتار (أمراض الأوتار) لكن لا تميز بين الوتر المتآكل والوتر الممزق جزئياً.
مجدداً الرنين المغناطيسي للمفصل يساعد في التمييز بين الاعتلالات المختلفة بحيث تصل دقته إلى 91% (9% نسبة الخطأ) والتي تعني أن الرنين المغناطيسي للمفصل يعد موثوقاً في اكتشاف التمزقات الجزئية في الكفة المدورة، إلا أنه لا ينصح باستخدامه بشكل روتيني عادةً لأنه يتطلب إدخال حقنة في المفصل مما يزيد من خطورة التعرض للعدوى، وبناءً عليه فإن هذا الفحص يترك للحالات التي يكون فيها التشخيص غير واضح.
المشاكل الاولية في الكتف عادةً ما تسبب الألم حول العضلة الداليّة بحيث يتضاعف هذا الألم عند إبعاد الكتف بوجود مقاومة – علامة الانحشار-، هذا يدل على الالم الناشئ في الكفة المدورة لكنه لا يميز بين الالتهاب، الإجهاد أو التمزق. يشتكي المرضى عادةً من عدم القدرة على الوصول للاعلى لتمشيط شعرهم أو تناول علبة طعام من رف مرتفع.

### التصوير بالأمواج فوق الصوتية
دعا الخصائيون من ذوي الخبرة إلى استخدام الأمواج فوق الصوتية للجهاز العضلي والعظمي كذلك، تجنباً لاستخدام الأشعة السينية، والتكلفة الباهظة نتيجة استخدام الرنين المغناطيسي، حيث تعطي نتائج مقاربة لدقة الرنين المغناطيسي في تحديد وقياس حجم التمزقات الكلية والجزئية في الكفة المدورة، هذه الوسيلة تساعد على الكشف عن حالات أخرى قد تشابه تمزقات الكفة المدورة الظاهرة في الفحص الجسدي، بما فيها التهاب الأوتار، التهاب الوتر التكلسي، التهاب الجراب التحت دالي والتحت اخرمي، كسر الأحدوبة الكبرى، والتهاب المحفظة اللاصق. مع ذلك فإن صورة الرنين المغناطيسي تمنح معلومات أكثر حول الأجزاء المحيطه بالكتف مثل المحفظة، شفة الحُقّ، والعظام، وهذه العوامل يجب اخذها بعين الاعتبار في كل حالة عند اختيار الفحص المناسب.

### الفحوصات داخل العيادة
هي جزء من اتخاذ القرار الطبي، بسيطة، غير جائرة، ويمكن إجراؤها داخل العيادة نفسها كفحص انحشار الكفة المدورة.
يتم استخدام كمية صغيرة من المخدر الموضعي مع حقن الكورتيكوستيرويد القابل للحقن في الفراغ التحت اخرمي لإيقاف الألم، وإعطاء مادة مضادة للالتهاب. فإذا اختفى الألم وبقيت وظيفة الكتف جيدة إذاً لا داعي للمزيد من الفحوصات، هذا الفحص يساعد على تأكيد ان الألم ينشأ من الكتف نفسه وليس رجيعاً من الرقبة، القلب، أو الأمعاء.
إذا خفف الألم فإن هذا الفحص يكون إيجابياً لإثبات انحشار الكفة المدورة والتي يعد التهاب الأوتار والتهاب الجراب أهم أسبابها.
التمزقات الجزئية ربما تُظهر استجابة جيدة في تخفيف الألم إذاً فإن الاستجابة الإيجابية لا تستثني وجود التمزق الجزئي، مع هذه الاستجابة في تخفيف الألم وتحسين الوظيفة فإن العلاج لن يتغير وبناءً عليه فإن هذا الفحص مفيد لتخفيف الفحوصات المفرطة والإجراءات غير اللازمة.

## الوقاية
الاستخدام الزائد/ الخاطئ للكتف لفترة طويلة يعد سبباً للحد من مدى الحركة فيه وإنتاجيته بسبب الاهتراء والتمزق في العضلات، والعديد من مواقع الويب العامة تعرض نصائح وقائية لذلك، (أنظر الروابط الخارجية)، والتوصيات عادةً تتضمن:
1. تمرين الكتف بانتظام للمحافظة على قوته ومرونته.
2. استخدام الكتف بشكل سليم عند حمل أو تحريك الأوزان الثقيلة.
3. إراحة الكتف عند الشعور بالألم.
4. استخدام الكمادات الباردة أو الوسائد الدافئة في حالات الألم والالتهاب في الكتف.
5. برامج التقوية التي تشمل عضلات الكتف والظهر وكذلك الصدر، الكتف، وأعلى الذراع.
6. أخذ فترات راحة مناسبة لمن تتطلب مهنهم تكرار حمل الثقال ومد الكتف.

### الحجم
وفقاً لدراسة قامت بقياس طول الوتر مقارنةً بحجم الكفة المصابة، توصل الباحثون إلى أنه كلما قل طول أوتار الكفة المدورة، قل معدل شدة اللإصابة بشكل متناسب. هذا يعني ان الأشخاص الأكبر حجماً معرضون أكثر للزيادة في شدة التمزق إذا لم يزيدوا من قوة العضلات المحيطة بمفصل الكتف.

### الحالة
دراسة أخرى رصدت 12 موضعا مختلفاً للحركة وعلاقتها النسبية بالإصابات التي تحصل أثناء الحركة، وأظهرت الأدلة أن وضع الذراع بالشكل المتعادل يخفف الإجهاد في كل الأربطة والأوتار.

### الشد
أحد المقالات رصد تأثير آلية الشد على الطرق الوقائية لإصابات الكتف. حيث أن زيادة سرعة التمرين تزيد من الإصابة، ولكن البدء بتمرينات الحركات السريعة بشد قليل ربما يجعل روابط العضلات/الأوتار أكثر مقاومة للتمزق.

### مجموعات العضلات
عند التمرين، يعد تمرين الكتف ككل وليس عضلة أو اثنتين أساسياً، بحيث ان عضلة الكتف تُمرّن في كل الاتجاهات كالدوران للخارج، الثني، والمد أو الإبعاد عمودياً، بالتالي فإن هذا يقلل من احتمالية تعرض الأوتار للتمزق.

## العلاج

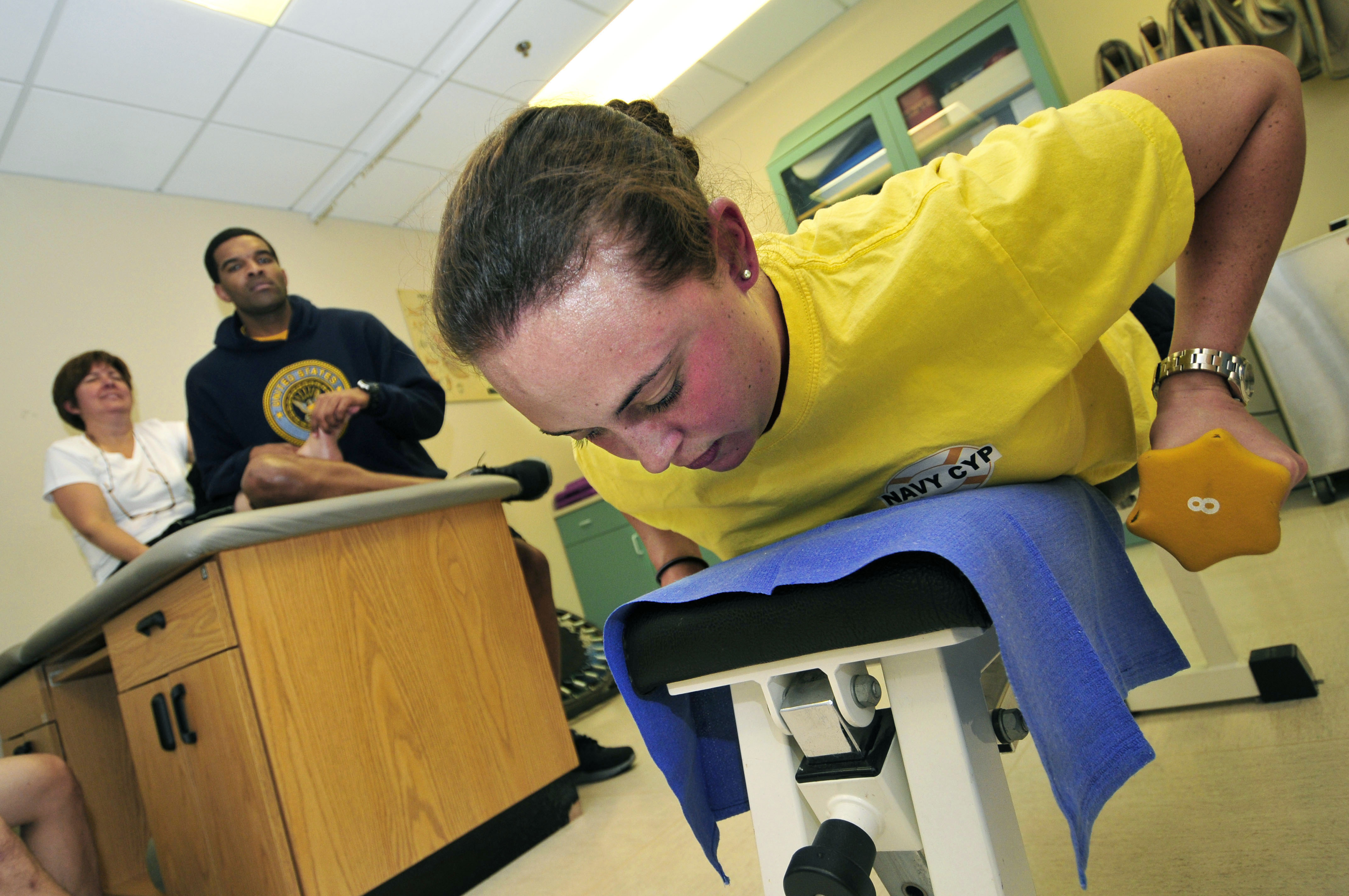
تمرين حمل الأثقال للعلاج.

الأشخاص الذين تحتمل إصابتهم بتمزق الكفة المدورة مخيرون للعلاج دون إجراء عملية، أو بإجراء عملية، على أي حال فإن انتقال أي مريض من خيار لآخر يكون حسب الاستجابة السريرية ونتائج الفحوصات المتكررة.
لا يوجد أي دليل على أفضلية تقديم الحل الجراحي أو تاخيره، وكذلك فإن العديد من التمزقات الجزئية والكلية تستجيب للحل غير الجراحي. مع أن التدخل الجراحي المبكر يستخدم في التمزقات الخطيرة [1.5 سم ->1 سم] أو في المرضى صغار السن الذين يعانون من تمزقات كلية ومعرضون لخطر التغييرات غير القابلة للإصلاح في الكفة المدورة.
في النهاية، فإن مراجعةً لأكثر من مئة وخمسين ورقة منشورة في سنة 2010 أجمعت على انه لا يوجد أي دليل قاطع يقتضي أن جراحة الكفة المدورة ساعدت المرضى أكثر من العلاج غير الجراحي، مع وجود العديد من التناقضات بين طرق العلاج والتحكم في الأعراض.

### العلاج غير الجراحي

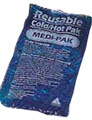
كمادات الثلج

الأشخاص الذين يعانون من الألم مع قدرتهم على استخدام المفصل بشكل معقول متوافقون مع الخيار غير الجراحي، والذي يشمل العلاجات الفموية التي تخفف الآلام كمضادات الالتهاب، ومخفظات الآلام الموضعية كالكمادات الباردة، وعند الحاجة، حقن مخدر موضعي / كورتيكوستيرويد تحت الأخرم.
ويمكن استخدام الإرحال الأيوني بدلاً من الحقن، بحيث تستخدم صحيفة مزودة ببطارية «تقود» الدواء إلى النسيج المستهدف، كذلك يمكن استخدام معلاق بحيث يوفر راحة على المدى القصير، مع العلم أن عدم التحريك لمدة طويلة يؤدي إلى تصلب غير مرغوب به.
العلاج الفيزيائي المبكر ربما يمنح تخفيفاً للألم بجانب هذه الخيارات (كالإحلال الأيوني) ويساعد في الحفاظ على الحركة. العلاج بالأمواج فوق الصوتيه غير فعال (بحاجة لمصدر). عندما يقل الألم، يمكن تصليح مشاكل القوة والاخطاء البيولوجية- الميكانيكية.
برنامج العلاج الفيزيائي التحفظي يبدأ بفترة راحة تمهيدية وبالحد من الانشغال بالأنشطة والأعمال التي سببت ظهور الأعراض. في الوضع الطبيعي، يمكن السيطرة على الالتهاب في مدة أسبوع إلى أسبوعين باستخدام مضادات الالتهاب غير الستيرويدية وحقن الستيرويد تحت الأخرم لتخفيف الالتهاب، إلى أن يختفي الألم بشكل ملحوظ يجعل الشد والتحريك مقبولاً.
كذلك يجب البدء ببرنامج لطيف لمدى الحركة اللاإرادي، ليساعد في منع التصلب أو المحافظة على مدى الحركة أثناء فترة الراحة. التمرين من الامام، اسفل وخلف الكتف، يجب ان يكون جزءاً من هذا البرنامج، عن طريق تمرين كودمان (تحريك ضخم، سلس) ; «للسماح للمريض بإبعاد الذراع باستخدام الجاذبية بحيث تبقى عضلة فوق الشوكة مرتخية ولا يوجد أي حاجة لنقطة ارتكاز» ويستخدم هذا التمرين بشكل واسع.
استخدام مضادات الالتهاب غير الستيرويدية، الكمادات الباردة والدافئة، وخيارات العلاج الفيزيائي كالامواج فوق الصوتية والإحلال الأيوني وال "phonophoresis"يمكن أن يستخدم في فترة الشد إذا أظهرت فائدة. حقن الستيرويدات موصى به بمعدل مرتين إلى ثلاث شهرياً، كحد أعلى، فالحقن المتعدد (4 مرات أو أكثر) يؤثر سلباً على نتائج العلاج الجراحي للكفة المدورة والذي يؤدي إلى إضعاف الوتر. لذلك، قبل البدء بمرحلة الشد، يجب أن نمرن الكتف على مدى الحركة كاملاً.
بعد الحصول على مدى حركة كامل وخالي من الألم، ينصح المريض ببرنامج شد لطيف. "Rockwood" صاغ مصطلح المعالجة التقويمية ليصف هذا البرنامج والذي يهدف لإنشاء تدبير من التمارين التي تحسن الحركة بشكل اولي ولطيف، ثم تدريجياً تزيد من شد الحزام الكتفي. كل مريض يعطى عدة علاج منزلي، تتضمن شريط مرن بستة ألوان مختلفة وشدة مختلفة لكل منها، مجموعة بكرات، وثلاث قطع من عصي بطول متر واحد. هذا البرنامج مخصص ومناسب لحاجات الأشخاص ويمكن تعديله عند اللزوم، يستطيع المشاركون القيام بتمارينهم إما في المنزل، العمل، أو أثناء السفر حتى.
الحالات التي لا ينصح بالعلاج غير الجراحي فيها:
- المرضى بعمر 20-30 سنة، عاملون، ولديهم تمزق حاد وعجز وظيفي شديد نتيجة حدث معين.[37]
- المرضى بعمر 30-50 سنة، ولديهم تمزق حاد نتيجة نشاط معين.[37]
- الرياضيون بقدرات تنافسية عالية والذين يتطلب نشاطهم رياضات الرمي.

هؤلاء المرضى ربما يحتاجون للعلاج الجراحي، لأن إصلاح الكفة المدورة ضروري لاستعادة القوة الطبيعية اللازمة للعودة إلى مستوى النشاط الطبيعي الذي كان في فترة ما قبل العلاج. أخيراً، هؤلاء الذين لا يستجيبون أو غير المقتنعين بالحل غير الجراحي يجب أن يسعوا للحل الجراحي.

### الجراحة
الطرق الجراحية الثلاث المتاحة عي جراحة المفصل بالمنظار، الجراحات المصغرة، والجراحة المفتوحة.
في الماضي القريب، كانت التمزقات الضغيرة تعالَج باستخدام المنظار، بينما التمزقات الكبر تتطلب عمليات مفتوحة.
التطورات في مجال المنظار الآن تسمح بإصلاح التمزقات الكبيرة حتى، وكذلك تستخدم لتحريك التمزقات المشدودة، النتائج مماثلة في هذه الحالات لنتائج العمليات المفتوحة مع إعطاء تقييم شامل لوضع الكتف في نفس وقت العملية، مما يزيد من القيمة التشخيصية للعملية، كما أن الطرق الأخرى تسبب آلاماً في الكتف.
جراحة المنظار أيضاً تحتاج لوقت أقصر للشفاء، مع انه لا يوجد فروقات واضحة في حجم الالم بعد إجراء العملية أو كمية المسكنات المستخدمة بين المرضى الخاضعين للجراحة المفتوحة ومرضى جراحة المنظار.
مع ان التمزقات الكلية في الكفة المدورة يمكن أن تعالج تحفظياً (علاج غير جراحي) إلا أن العديد من المرضى لا يزالون يعانون من الإعاقة الحركية والألم على الرغم من العلاج الجراحي. في التمزقات الضخمة في الكفة المدورة، تظهر نتائج الجراحة بعد 10 سنوات من المتابعة. كما أثبتت نفس الدراسة وجود تحلل شحمي وتمزقات متكررة بشكل مستمر وتراكمي، وكذلك إثبات وجود التحلل الشحمي عن طريق صورة الرنين المغناطيسي قبل العملية يعد مؤشراً على نتائج جراحية سيئة. في حال كانت الكفة المدورة ممزقة بشكل كامل فإن الجراحة ضرورية لإعادة ربط الوتر بالعظم.
في حال وجود نتوءات عظمية بليغة، فإن أياً من الطرق المستخدمة سيتضمن رأب الأخرم [الإنجليزية] وتخفيف الضغط التحت أخرمي، كجزء من العملية. تخفيف الضغط التحت اخرمي، عملية إزالة الجزء الصغير من الأخرم الذي يغطي الكفة المدورة يهدف إلى إزالة الضغط الواقع على الكفة المدورة حيث يتيح الشفاء والتئام الجرح في بعض الحالات.
على الرغم من فائدة تخفيف الضغط تحت الأخرمي في علاج التمزقات الجزئية والكلية إلا أنه لا يعالج التمزق نفسه، ولذلك فإن تخفيف الضغط باستخدام المنظار يستخدم حالياً بالتزامن مع الجراحة الصغرى في علاج الكفة المدورة، مما يسمح بالعلاج دون التأثير على منشأ العضلة الداليّة.
نتائج تخفيف الضغط تتضاءل مع الزمن لكن مع الدمج بين إزالة الضغط والإصلاح الجراحي تكون النتائج مستمرة لمدة أطول.
إصلاح التمزق الكلي يشتمل على خياطة الأنسجة، الطريقة المفضلة لذلك حالياً تتضمن وضع مثبت أو مرساة في العظم في موضع الارتباط الطبيعي، مع إعادة خياطة الوتر المفصول مع المرساة لتثبيته، في حال كانت طبيعة النسيج متردية فإن شبكة (من الكولاجين، الأرتيلون [الإنجليزية]، أو أي مادة قابلة للتحلل) يمكن ان تستخدم لدعم التصليح. يمكن القيام بالتصليح عن طريق شق مفتوح، والذي يحتاج إلى فصل جزء من العضلة الداليّة، بينما العملية الصغرى تحتاج فقط إلى شق صغير في العضلة وهو ما يعرف بنهج تجزئة الداليّة، بالتالي تسبب ضرراً أقل للعضلة ويعطي نتائج أفضل. التفنيات الحالية تستخدم جميعها طريقة المنظار، ويحتاج التعافي كحد أعلى من 3-6 أشهر، واستخدام المعلاق لأول ستة اسابيع فقط.
في عدد قليل جداً من الحالات ربما يصاب المريض بالتهاب واسع في المفاصل، والخيار هنا هو استبدال مفصل الكتف (تقويم المفصل [الإنجليزية]).

### إعادة التاهيل
إعادة التأهيل بعد العملية تتضمن ثلاثة مراحل، الأولى، تثبيت الذراع مما يسمح للعضلات بالشفاء، الثانية، يساعد فيها المعالج المريض على القيام بالحركات اللاإرادية للحفاظ على مدى الحركة، الثالثة، يتم تدريب الذراع تدريجياً بشكل إرادي بهدف استعادة وتحسين القوة.
بعد جراحة الكفة يخضع المرضى لبرنامج إعادة تأهيل لاستعادة وظيفة الكتف، حيث يؤكد جراحو العظام على أهمية العلاج الفيزيائي للشفاء، التمارين تقلل من ألم الكتف، تقوي المفصل، وتحسن مدى حركة الذراع.
يقوم المعالجون، بالتعاون مع الجراحين، بإعداد نظام تدريبي بحسب احتياجات المريض وعوامل الخطر لديه.
تقليدياً، نُصح المرضى بعدم تحريك الكتف لمدة ستة اسابيع قبل البدء بإعادة التاهيل، مع ذلك فإن التوقيت والمقدار المناسب للعلاج ما زال خاضعاً للنقاش. مهما يكن، فإن الطباء ينصحون باستخدام المعلاق لما لا يقل عن ستة أسابيع، بينما تنصح بعض الجهات بإعادة التاهيل بشكل مبكر ومكثف، بحيث يفضلون استخدام الحركات اللاإرادية التي تسمح للمريض بتحريك الكتف دون أي جهد.
بدلاً من ذلك فإن البعض الآخر ينصح ببدء العلاج لاحقاً والقيام به بشكل أكثر حذراً، نظراً لأن هذا يمنح الأنسجة وقتاً لتلتئم، بالرغم من وجود معلومات تعارض هذا فيما يتعلق بفائدة التحريك المبكر.
دراسة أخرى أجريت على الفئران، أوضحت وجود تحسن في قوة الإصلاحات الجراحية، بينما اعطى البحث على الأرانب نتيجة مناقضة. المرضى، خصوصاً الذين يتعافون من تمزقات هائلة في الكفة المدورة معرضون لتمزقات جديدة، لذا فإن البدء بإعادة التاهيل باكراً أو بشكل شديد ربما يزيد من خطورة إعادة التمزق أو فشل العلاج، مع ذلك فإنه لا يوجد أي بحث يثبت وجود رابط بين العلاج المبكر وحدوث إعادة التمزق. في بعض الدراسات، ثبت ان المرضى الذين يخضعون لعلاج مبكر ومكثف أبلغوا عن تمتعهم بألم أقل، تصلب أقل، ومدى حركة أفضل. أبحاث أخرى اثبتت أن إعادة التاهيل بشكل مستعجل تؤدي إلى عمل الكتف بشكل أفضل. روس وآخرون لاحظوا انه على الرغم من النتائج، «لا يوجد إجماع قاطع يدعم وجود فرق سريرياً» بين طريقتي التأهيل المذكورتين.
هنالك إجماع فيما بين جراحي العظام والمعالجين الفيزيائيين فيما يتعلق ببروتوكولات إعادة التأهيل للكفة المدورة، بحيث أن توقيت ومدة العلاج والتمارين يبنى على اساس العوامل الحيوية والعوامل الحيوية- الطبية المتعلقة بالكفة المدورة.
يعاني المريض من آلام في الكتف وانتفاخ كذلك في مدة تقارب 2-3 أسابيع بعد الجراحة، لكن هذا لا يحتاج أي تدابير علاجية عدا عن مسكنات الآلام وكمادات الثلج.
ككل، هؤلاء المرضى المعرضون للفشل يجب أن يخضعوا لأساليب أكثر تحفظاً في إعادة التأهيل.
وبعد هذا تتبع مراحل التكاثر، النضج، وإعادة التشكيل، والتي تحدث في الستة إلى عشرة أسابيع اللاحقة، حيث أن تاثير الحركات الإرادية واللاإرادية أثناء أي من المراحل غير واضح، بسبب تناقض المعلومات ونقص الدليل السريري. لكن التحريك المسترشد بالعلاج الفيزيائي وبشكل لطيف مطلوب في هذه المرحلة فقط لمنع التصلب في الكتف؛ لتبقى الكفة المدورة هشة.
بعد ثلاثة أشهر من العملية، يتغير دور العلاج الفيزيائي جوهرياً لينتقل إلى التركيز على تحريك عظم لوح الكتف، وشد المفصل الحقاني العضدي، بعد استعادة الحركة اللاإرادية بشكل كامل (عادةً بعد أربعة أشهر – أربعة أشهر ونصف من العملية) يصبح التركيز على تمارين الشد. يركز الشد على الكفة المدورة ذاتها وعلى المثبتات الأمامية والخلفية، وبالعادة فإنه بعد ستة أشهر من إجراء الجراحة ينجز معظم المرضى جزءاً كبيراً من النتائج المتوقعة.
الهدف من إصلاح الكفة المدورة هو تمكين المريض من استعادة الوظيفة كاملةً، الجراحون والمعالجون يحللون النتائج بطرق مختلفة، بناءً على اختباراتهم للمرضى، يجمعون النقاط لنتائج الفحوصات، ومن أمثلة ذلك، الاختبارات المعدة من قبل جامعة كاليفورنيا في لوس انجيلوس وجراحي الكتف والكوع الأمريكييين.
مقاييس أخرى للنتائج تتضمن النقاط الثابتة، فحص الكتف البسيط، عجز الذراع، مجموع نقاط الكتف واليد، كل هذه الفحوصات تقيّم مدى حركة المريض ودرجة عمل الكتف.
بسبب تضارب المعلومات عن الفوائد النسبية لتقديم أو تأخير إعادة التاهيل، فإن النهج الفردي يعد ضرورياً. إن توقيت وطبيعة التمارين التأهيلية تُعدّل بحسب أعمار المرضى، تماسك أنسجة الكفة المدورة، وعوامل أخرى. كذلك يجب مراعاة اعتبارات خاصة للذين يعانون من تمزقات متعددة.

## سير المرض
على الرغم من ان المرضى الذين يعانون من تمزقات في الكفة المدورة لا يكون لديهم أية أعراض ملحوظة، إلا ان الدراسات بينت أنه أكثر من 40% منهم سيواجهون زيادة في حجم التمزق بعد مدة خمس سنوات بحيث أن 20% ممن سيواجهون زيادة في حجم التمزق لن يعانوا من أية أعراض، بينما الـ 80% الباقون سيعانون في النهاية من أعراض.
لا يوجد دليل دامغ على ان الجراحة لعلاج تمزقات الكفة المدورة تفيد المرضى أكثر من العلاج غير الجراحي [52] أو على اختلاف معدل المرضى الذين لا يستعيدون مدى الحركة كاملاً بعد العملية على الإطلاق.
الدراسات الوبائية تدعم وبقوة العلاقة بين العمر وانتشار تمزقات الكفة، ففي دراسة حديثة ثبت أن تكرار التمزقات زاد من 13% في الفئات العمرية الأصغر (50-59) إلى 20% في الفئة (60-69)، و31% في الفئة (70-79)، وكان 51% في الفئة العمرية الأكبر (80-89).
هذا المعدل العالي لانتشار التمزقات في الأشخاص الذين لا يعانون من أية اعراض يفترض أن تمزقات الكفة المدورة يمكن أن تكون عملية طبيعية نتيجة التقدم في السن بدلاً من اعتبارها نتيجة لعملية مرضية ظاهرة.

## الوبائيات

### نسبة الحدوث
تمزق الكفة المدورة يمكن ان ينتج بسبب ضعف في اوتارالكفة، وهذا الضعف ربما يكون بسبب العمر أو كمية استخدام الكفة، فالبالغون فوق عمر الـ 60 عاماً معرضون أكثر لتمزقات الكفة المدورة. بحسب دراسة في مجلة جراحة العظام وطب الرضوض فإن تكرار تمزقات الكفة المدورة يمكن ان يزداد مع العمر، وأظهرت الدراسة ان المشاركين من الفئات العمرية 70-90 عاماً كان معدل الإصابة بالتمزقات بينهم بنسبة 1 من كل خمسة مشاركين، بينما الأكبر من تسعين عاماً كان معدل الإصابة بنسبة 1 من كل 3، هذه الدراسة اثبتت أنه مع التقدم في السن فإن هنالك زيادة في احتمالية الإصابة بالتمزق.

### الانتشار

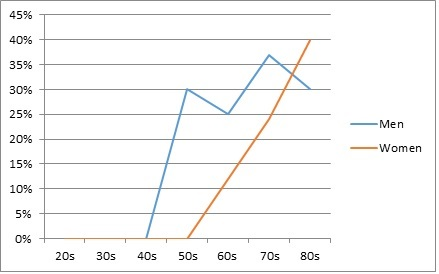
انتشار تمزقات الكفة المدورة

بحسب دراسة في مجلة طب العظام فإن معدل انتشار تمزقات الكفة المدورة كان أكثر بكثير بين الرجال منه في النساء من الفئة العمرية 50-60 سنة، بينما يختفي هذا الفرق في الفئة 70-80 سنة. البيانات في هذه الدراسة أظهرت ان انتشار التمزقات بشكل عام في السكان ككل يبلغ 22.1%.
ياماموتو وآخرون قاموا بالفحوصات الطبية لما يقارب الـ 683 شخص ممن يعيشون في قرية جبلية، وكان الهدف من الدراسة هو تحديد معدل انتشار تمزقات الكفة المدورة بين السكان. حيث وجد ياماموتو انه بين سكان القرية كان معدل الانتشار 20.7%. في كلا الدراستين نلاحظ ان معدل الانتشار متقارب بالتالي فإن هذه الأرقام تعكس بالفعل معدل الانتشار بين مجمل السكان.
في دراسة للتمزقات على الجثث، وجد ان معدل انتشار التمزقات الجزئية يبلغ 28% والكلية 30%، وفي الكثير من الحالات كانت التمزقات تحدث في كلا الجانبين مع زيادة التكرار مع تقدم العمر، وزيادة التكرار في الإناث كذلك.
دراسات أخرى على الجثث أظهرت ان التمزقات الداخل وترية كانت أكثر شيوعاً (7.2%) منها في الجهة المحيطة بالجراب (2.4%) أو الجهة المفصلية (3.6%).
مع ذلك، فإنه سريرياً التمزقات على الجانب المفصلي تعد 2-3 مرات أكثر انتشاراً من تلك في الجهة الجرابية، وبين الرياضيين الأصغر عمراً فإن التمزقات في الجانب المفصلي تشكل 91% من التمزقات الجزئية.

## المضاعفات
المرضى عادةً يستعيدون عمل الكتف، ويعانون آلاماً أقل بعد العملية، إلا أنه في بعض الحالات يستمر المفصل في المعاناة من الضرر، ضعف العمل، ومحدودية مدى الحركة كذلك، هؤلاء المرضى يشخصون بمتلازمة الكفة المدورة الفاشلة.
بحسب مقالٍ نشر من خلال الأكاديمية الأمريكية لجراحي العظام، فإن عملية المنظار تعطي نتائج مرضية في أكثر من 90% من الحالات. الدكتور إيريكستراس وآخرون كتبوا ان 6-8% من المرضى لديهم كفة مدورة «غير مكتملة»، لأن أوتارهم التي تم إصلاحها إما تفشل في الالتئام أو تتعرض لتمزقات إضافية.
في بعض الحالات تكون الأعراض ناتجة عن مرض في الفقرات الرقبية، ممثلة ألماً من الرقبة منتشراً نحو الكتف، أو ربما مرض في الأعصاب فوق العظم الكتفي، وخلل في عصب معين، وانحشار تحت اخرمي، وتكون هذه الحالات شائعة في الرياضيين أو من يقومون بحركات متكررة فوق مستوى الرأس، أو في حالة التهاب المفاصل. الجروح في الشفهة العلوية، أو الأمامية أو الخلفية تسبب ألماً مماثلاً للألم الناتج عن تمزقات الكفة المدورة.
إن أغلب المعرضين لمتلازمة الكفة المدورة الفاشلة هم الفئة العمرية 65 سنة فأكثر ولديهم تمزقات كبيرة ودائمة.
المدخنون، ومرضى السكري، والمرضى الذين يعانون من ضمور في العضلات و/أو ارتشاح دهني، والذين لا يتبعون توصيات العناية البعد جراحية يعدون في خطر لهذه المتلازمة.
يقوم الأطباء بفحص المرضى وطلب الصور التشخيصية لتحديد أسباب الآلام المستمرة، اعتماداً على التشخيص، يتوفر العديد من البدائل العلاجية، وتتضمن هذه البدائل الإصلاح التعديلي، الإصلاح غير التشريحي، نقل الأوتار، وتقويم المفاصل.
يقوم الجراحون بعمليات إصلاح دون زيادة في الضغط إن امكن، وذلك عن طريق استخدام انسجة ترقيع بدلاً من الخياطة لإعادة ربط أجزاء الوتر، هذا يمكن ان يؤدي إلى إصلاح كامل. الخيارات الأخرى هي الإصلاح الجزئي وإعادة البناء وتتضمن عمل جسرٍ باستخدام مواد حيوية أو صناعية.
الإصلاحات الجزئية عادةً تطبق على المرضى الذين يعانون من التمزقات الانكماشية في الكفة.
هنالك طريقتان لتعزيز التئام الكفة وهما حقن المريض بخلايا جذعية من جسده نفسه (أو أي عوامل نمو أخرى) في موقع الإصابة، أو تركيب دعامات (دعائم طبيعية أو صناعية للمحافظة على محيط الانسجة).
نتائج استخدام البلازما الغنية بالصفائح لزيادة الالتئام وقت الجراحة، على الرغم من أنها كفكرة تعد مثيرة للاهتمام، إلا انه لا يظهر أي فرق إحصائي سريرياً."Biceps tenotomy and tendonesis" هما البدائل العلاجية للمرضى الذين يعانون من تمزقات في الكفة المدورة ووتر العضلة ثنائية الرأس. tendonesis"" يمكن ان تتم عن طريق المنظار أو العملية المفتوحة، وبشكل عام يستعيد المريض الوظيفة والقوة كذلك، بينما " Biceps tenotomy" تعد عملية أقصر، وتحتاج إلى إعادة تاهيل بشكل أقل، بالتالي يوصي بها الأطباء للمرضى الأكبر سناً.
نقل الاوتار، عادةً، يستخدم للمرضى الأصغر سناً، المرضى النشيطين الذين يعانون من تمزقات وضعف في مدى الحركة، لكن بألم اقل. هذه التقنية لا تعد ملائمة لكبار السن أو من يعانون من تصلب قبل العملية أو إصابات في الاعصاب.
كبار السن الذين يشخصون بالتهاب المفصل الحقاني العضدي عادةً يتم علاجهم عن طريق تقويم المفصل (الاستبدال). عملية أخرى، التقويم الانعكاسي الكامل للكتف، يكون فعالا في الآخرين.